# Eigengeruchswahn
Der Eigengeruchswahn ist die wahnhafte Vorstellung eines schlechten und auf andere Menschen abstoßend wirkenden Körpergeruchs. Alternative Bezeichnungen sind Bromosis oder Bromidrosiphobie (von lateinisch bromus „Gestank“) für die unbegründete Furcht, schlecht zu riechen.
In der Literatur wurden Aspekte dieser Störung ursprünglich unter der kulturspezifischen japanischen Auffälligkeit Taijin Kyōfushō beschrieben. In englischsprachigen Publikationen wurde sie erstmals 1971 als Olfactory Reference Syndrome eingeführt.
Die Störung gilt als seltene Wahnform, Untersuchungen dazu fanden bisher hauptsächlich durch Fallsammlungen statt. Der Eigengeruchswahn wurde zeitweise als eigene, monosymptomatische Störung, heute aber eher im Zusammenhang mit psychischen Erkrankungen wie Schizophrenie, Zwangsstörung oder Hirnorganisches Psychosyndrom beschrieben, wobei die Grenzen der Einordnung fließend sind. Entsprechend fehlen eigene Schlüssel für den Eigengeruchswahn in den Diagnosekriterien des ICD-10 und des DSM.

## Erscheinungsbild
Als typische Elemente des Erscheinungsbildes gelten
- Von der Wahrnehmung der Umwelt abweichende Empfindung, einen widerwärtigen und abstoßenden Geruch abzusondern
- Eigene, abnorme Geruchsempfindungen, die in Abhängigkeit von der Umwelt auftreten
- Beziehungsideen, bei denen das Verhalten anderer, z. B. Gesten, Gesichtsausdruck oder Verhalten in Bezug zur eigenen Person und zum Körpergeruch gesetzt wird
- Ursachensuche in organischen Krankheiten, die für den Körpergeruch verantwortlich sein sollen
- Exzessiver Gebrauch von Waschungen und Parfums zur Bekämpfung des Geruchs
- Soziale Ängste, Scham und Rückzug

## Behandlung
Abhängig von der Diagnose der zugrunde liegenden Störung kommen verschiedene Therapieansätze in Betracht. Sie reichen von der medikamentösen Behandlung etwa mit Neuroleptika, Clomipramin oder Citalopram bis zur Psychotherapie, insbesondere auch als Gruppentherapie, ggf. auch in Kombination.